# Robert Reynolds Macintosh
Robert Reynolds Macintosh (1897 Timaru - 1989 Oxford) Fue un médico anestesista Británico, primer catedrático de anestesiología de Europa en la Universidad de Oxford.
Tuvo una intensa relación profesional con España donde introdujo nuevas técnicas anestésicas como la intubación endotraqueal.
Junto con el cirujano plástico Joseph Eastman Seehan y el odontólogo Carmelo Balda crearon en San Sebastián el primer servicio de cirugía plástica y maxilofacial en España con heridos de la guerra civil española.
Así mismo, su estancia en España le inspiró para la creación del vaporizador de Oxford.

## Biografía y trayectoria profesional
Nació en Timaru (Nueva Zelanda) en 1898 y en su niñez emigró con su familia a Argentina.
Retornó a Nueva Zelanda cuando tenía 13 años y en 1915 viajó a Gran Bretaña.
Participó en la Primera Guerra Mundial como piloto de aviación siendo derribado tras las líneas enemigas en 1917.
Una vez finalizada la guerra, estudió la carrera de medicina y cirugía en la escuela de medicina del hospital universitario Guys en Londres, licenciandose en 1924.
Dada su trayectoria y por su manejo de las sustancias anestésicas obtuvo en 1937 la cátedra de anestesiología en la Universidad de Oxford.
Fue la primera plaza de profesor de anestesiología en Europa.
En 1938, su amigo y cirujano plástico Joseph Eastman Seehan le reclamó para que acudiese a San Sebastián donde se había instalado el hospital de referencia para heridos maxilofaciales procedentes de la guerra civil española.
Durante la Segunda Guerra Mundial entrenó a muchos médicos en el área de la anestesiología y en 1941 diseñó un laringoscopio, denominado de Macintosh, que fue utilizado en todo el mundo.
Recibió muchos honores a lo largo de su vida pero quizás el más destacable fue el nombramiento de Caballero en 1955.
Falleció en Oxford (Inglaterra) en 1989.

## Estancias en España
En el transcurso de la guerra civili española, el número de heridos maxilofaciales fue enorme por lo que el bando "nacional" contrató al cirujano plástico Joseph Eatsman Sehaan que tenía experiencia de la Primera Guerra Mundial.
Se centralizaron los pacientes en el hospital militar de San Sebastián donde el número de ingresados alcanzó los 700, algunos de ellos alojados en casas particulares.
A su llegada a San Sebastián, Eatsman se encontró con las mismas lesiones producidas en la Primera Guerra Mundial y que describía en una entrevista en el periódico New York Times: " Había tantas caras mutiladas en el ejército rebelde como había en el ejército británico al final de la Primera Guerra Mundial. Los heridos de cara más frecuentes eran de metralla. Hay que imaginarse que un hacha cortase de violento golpe lateral toda la cara".
El problema que se encontró Eatsman fue que en España no se conocía la intubación endotraqueal, imprescindible para los pacientes maxilofaciales por lo que convenció a su amigo Macintosh para acudir a San Sebastián para dar a conocer sus técnicas.
Los únicos fármacos disponibles en España eran el éter, el cloruro de etilo, el cloroformo, y el evipán. No se utilizaba la atropina, la cocaína, ni aparatos de aspiración.
Durante su estancia en San Sebastián diseñó el Vaporizador de Oxford, que tuvo gran difusión en los años venideros.
Macintosh, a pesar de conocer el idioma español, lo ocultó en su estancia en San Sebastián. Una conjetura de ésta actuación ha sido que de esta manera podía obtener información de la situación en España que transmitiría al gobierno de Londres en momentos históricos muy críticos.
Posteriormente visitó España invitado por Josep Trueta en 1946 y también en 1951, 1953 y 1961.
En resumen, fue un impulsor de la anestesiología en España donde obtuvo muchos reconocimientos.